# 华东师范大学外语学院
外语学院，为华东师范大学的一个学院，成立于1993年10月，其前身是始建于1951年的外文系。现有英语、日语、俄语、法语、德语、翻译、西班牙语7系，设有澳大利亚研究中心、外国语言应用语言学研究中心、翻译研究中心、大学英语教学研究中心、美国研究中心、新西兰研究中心、亚洲和太平洋地区文化研究中心及日语教学研究中心。
学院注重国际学术交流，每年都有师生赴国外学习研究，与英国剑桥大学、法国巴黎第三大学、里昂第二大学、蒙彼利埃第三大学、日本早稻田大学、澳大利亚墨尔本大学、莫纳什大学等院校建立了长期稳定的师生交流项目及学术交流与合作关系，并成功主办了“纪念中美建交三十周年高层论坛”，“第三届中国澳大利亚研究国际学术讨论会”等国际会议。

## 历史沿革
- 1951年：华东师范大学外文系成立
- 1954年：改为俄文系，1956年恢复
- 1972年：改为上海师范大学外文系，1980年恢复原名
- 1993年：成立华东师范大学外语学院[2]

## 著名校友
- 崔天凯：外交官，现任中华人民共和国驻美国大使。
- 华君铎：外交官，曾任中国驻澳大利亚、印度大使等职；2010年被选为上海世博会中国政府总代表。
- 王其良：外交官，曾任中国驻丹麦、葡萄牙大使等职。
- 王沪宁：现任中央政治局常委，中央政策研究室主任。
- 张美芳：外交官，现任中国驻纽约总领事馆副总领事。